# Daizō
Daizō (jap. だいぞう, ダイゾウ) – męskie imię japońskie.

## Możliwa pisownia
Daizō można zapisać używając wielu różnych znaków kanji i może znaczyć m.in.:
- 大蔵, „duży, magazyn/skład”
- 大造, „duży, budowa/struktura”[1]
- 大三, „duży, trzy”[1]
- 太三, „gruby/duży, trzy”

## Znane osoby
- Daizō Araki (大三), japoński pięcioboista nowoczesny
- Daizō Kōbōyama (大造), japoński sumoka
- Daizō Okitsu (大三), japoński piłkarz
- Daizō Tamaryū (大蔵), japoński sumoka

## Fikcyjne postacie
- Daizō Kurokawa (大造), postać z filmu anime Detektyw Conan: Architekt zniszczenia